# Pratt & Whitney R-1830 Twin Wasp
«Пратт & Вітні R-1830 Твін Восп» (англ. Pratt & Whitney R-1830 Twin Wasp) — 30-літровий, дворядний, 14-ти циліндровий, поршневий, радіальний авіаційний двигун з повітряним охолодженням виробництва американської компанії Pratt & Whitney. Здобув широку популярність на літаках різного типу у 1930-х — 1940-х роках, загалом було випущено 173 618 одиниць, ставши таким чином найрозповсюдженішим поршневим двигуном для літаків в історії авіації.

## Модифікації двигуна
- R-1830-1: 800 к.с. (597 кВт)
- R-1830-9: 850 к.с. (634 кВт), 950 к.с. (708 кВт)
- R-1830-11: 800 к.с. (597 кВт)
- R-1830-13: 900 к.с. (671 кВт), 950 к.с. (708 кВт), 1 050 к.с. (783 кВт)
- R-1830-17: 1 200 к.с. (895 кВт)
- R-1830-21: 1 200 к.с. (895 кВт)
- R-1830-25: 1 100 к.с. (820 кВт)
- R-1830-33: 1 200 к.с. (895 кВт)
- R-1830-35: 1 200 к.с. (895 кВт), оснащений GE B-2 турбонагнітачем
- R-1830-41: 1 200 к.с. (895 кВт), оснащений GE B-2 турбонагнітачем
- R-1830-43: 1 200 к.с. (895 кВт)
- R-1830-45: 1 050 к.с. (783 кВт)
- R-1830-49: 1 200 к.с. (895 кВт)
- R-1830-64: 850 к.с. (634 кВт), 900 к.с. (671 кВт)
- R-1830-65: 1 200 к.с. (895 кВт)
- R-1830-66: 1 000 к.с. (746 kW), 1 050 к.с. (783 кВт), 1 200 к.с. (895 кВт)
- R-1830-72: 1 050 к.с. (783 кВт)
- R-1830-75: 1 350 к.с. (1,007 кВт)
- R-1830-76: 1 200 к.с. (895 кВт)
- R-1830-82: 1 200 к.с. (895 кВт)
- R-1830-86: 1 200 к.с. (895 кВт)
- R-1830-88: 1 200 к.с. (895 кВт)
- R-1830-90: 1 200 к.с. (895 кВт)
- R-1830-90-B: 1 200 к.с. (895 кВт)
- R-1830-92: 1 200 к.с. (895 кВт)
- R-1830-94: 1 350 к.с. (1,007 кВт)
- R-1830-S1C3-G: 1 050 к.с. (783 кВт), 1 200 к.с. (895 кВт)
- R-1830-S3C4: 1 200 к.с. (895 кВт)
- R-1830-S3C4-G: 1 200 к.с. (895 кВт)
- R-1830-S6C3-G: 1 100 к.с. (820 кВт)
- R-1830-SC-G: 900 к.с. (671 кВт)
- R-1830-SC2-G: 900 к.с. (671 кВт), 1 050 к.с. (783 кВт)
- R-1830-SC3-G: 1 065 к.с. (749 кВт)

## Застосування
| США - Boeing XB-15 - Budd RB Conestoga - Consolidated B-24 Liberator - Consolidated PBY Catalina - Consolidated PB2Y Coronado - Consolidated PB4Y-2 Privateer - Curtiss P-36 Hawk - Douglas C-47 Skytrain - Douglas DC-3 - Douglas DB-7 (перші зразки) - Douglas TBD Devastator - Grumman F4F Wildcat - Laird-Turner Meteor LTR-14 - Lockheed Model 18 Lodestar - Martin Maryland | - Martin M-130 - відновлений Mitsubishi A6M - Republic P-43 Lancer - Seversky P-35 - Vultee P-66 Vanguard Канада - Burnelli CBY-3 Австралія - Bristol Beaufort (австралійської зборки) - CAC Boomerang - CAC Woomera Велика Британія - Short Sunderland V - Vickers Wellington IV | Франція - Bloch MB.176 - Lioré et Olivier LeO 453 Фінляндія - VL Myrsky Швеція - Saab 17 - Saab 18 - FFVS J 22 Югославія - Lisunov Li-3 югославська версія радянського Лі-2 Аргентина - I.Ae. 24 Calquin |